# 陳忠靖
陳忠靖（？—1686年），字爾位、號曉堂，南直隸揚州府泰州（今江蘇省泰州市）人，清朝政治人物、進士出身。
順治四年，登進士，授中書科中書舍人。順治十年，任刑科給事中。順治十一年，任刑科右給事中、懷慶府經歷。